# 2012년 아시아 시리즈
2012년 마구매니저 아시아 시리즈(Magu Manager Asia Series 2012)는 아시아의 프로 야구 대회로 2012년 11월 8일부터 11월 12일까지 대한민국 부산광역시에서 개최되었다.
이번대회에 참가하는 6개팀은 2개조로 나뉘며 A조는 삼성 라이온즈, 라미고 몽키스, 차이나 스타스, B조는 롯데 자이언츠, 요미우리 자이언츠 그리고 퍼스 히트로 편성되었다. 각 팀들은 예선에서 같은 조에 소속된 팀과 모두 한 경기씩을 치른 후 각 조의 1위팀이 결승에서 만나 아시아 클럽챔피언의 최강자를 가리게 된다.

## 개요
- 대회 일시: 2012년 11월 8일 ~ 11월 11일
- 대회 장소: 대한민국 부산광역시 사직야구장
- 주관 : KBO
- 협력 : 일본 야구 기구, 중화 직업봉구 대연맹, 중국야구협회, 오스트레일리아 야구 연맹
- 후원 : CJ E&M, 부산광역시
- 협찬 : LG전자, 애니파크, 롯데 아이몰, 팔도, 스카이라인, 포카리 스웨트
- 중계 : SPO TV 2, XTM (전 경기)

## 경기장
| 부산광역시        |
| ----------------- |
| 사직야구장        |
| 수용인원 : 28,000 |
|                   |

## 대회 규정
- A, B조 조별 풀리그 방식 (각조 1위팀이 결승 진출)
- 예선은 15회까지 연장이 진행되나, 경기시작 4시간 이후엔 새 이닝에 들어갈 수 없다. (결승전은 무제한 연장전 적용)
- 무승부일경우 0.5승이 주어지며 지명타자제가 실시된다
- 승률 동률시 순위결정 : 승자승 → 실점이 적은팀 → 자책점이 적은팀 → 팀타율 → 코인토스 순으로 결정된다
- 7회까지 점수차가 10점차 이상일 경우 콜드게임이 적용된다 (단, 결승전은 콜드게임을 적용하지 않는다)
- 상금 규모 (총 상금 10억원) : 우승팀 - 5억원, 준우승팀 - 3억원, 3위이하 - 5천만원

## 출전팀
| 리그                         | 출전팀            | 자격                                     | 구단 위치                     |
| ---------------------------- | ----------------- | ---------------------------------------- | ----------------------------- |
| KBO 리그                     | 삼성 라이온즈     | 2012년 한국 프로 야구 우승               | 대한민국 대구광역시           |
| KBO 리그                     | 롯데 자이언츠     | 개최지 연고팀                            | 대한민국 부산광역시           |
| 일본 프로 야구               | 요미우리 자이언츠 | 2012년 일본 프로 야구 우승               | 일본 도쿄도 분쿄구            |
| 중화 직업봉구 대연맹         | Lamigo 몽키스     | 2012년 중화 직업 봉구 우승               | 중화민국 타이완성 타오위안 현 |
| 중국야구리그                 | 차이나 스타스     | 2012년 중국야구리그 대표                 | 중화인민공화국                |
| 오스트레일리안 베이스볼 리그 | 퍼스 히트         | 2011~2012년 오스트레일리안 베이스볼 우승 | 오스트레일리아 퍼스           |

- 롯데 자이언츠는 2012년까지 팀을 이끌었던 양승호가 2012년 한국시리즈 진출 실패의 책임을 지고 감독직을 사임하였고, 김시진이 후임으로 선임되었다. 그러나 김시진 신임 감독이 부임하자마자 경기를 지휘하기 어렵기 때문에 2012년 아시아 시리즈에서는 권두조 수석 코치가 감독 대행을 맡았다[2].
- 이 대회에서 중화민국(타이완)은 중화 타이베이로서 출전한다(타이완 문제 참고).

## 경기

### 조별 예선전
- A조

| 순위 | 팀            | 승 | 패 | 승률  | 득점 | 실점 |
| ---- | ------------- | -- | -- | ----- | ---- | ---- |
| 1    | Lamigo 몽키스 | 2  | 0  | 1.000 | 17   | 1    |
| 2    | 삼성 라이온즈 | 1  | 1  | .500  | 9    | 3    |
| 3    | 차이나 스타스 | 0  | 2  | .000  | 1    | 23   |

- B조

| 순위 | 팀                | 승 | 패 | 승률  | 득점 | 실점 |
| ---- | ----------------- | -- | -- | ----- | ---- | ---- |
| 1    | 요미우리 자이언츠 | 2  | 0  | 1.000 | 12   | 1    |
| 2    | 롯데 자이언츠     | 1  | 1  | .500  | 6    | 6    |
| 3    | 퍼스 히트         | 0  | 2  | .000  | 2    | 13   |

#### 11월 8일- 사직야구장
- GAME 1 - 12:00 (A조)

| 팀 | 1 | 2 | 3 | 4 | 5 | 6 | 7 | 8 | 9 | R  | H  | E | B |
| Lamigo 몽키스                                                                                          | 3 | 0 | 6 | 1 | 0 | 4 | 0 | X | X | 14 | 15 | 1 | 6 |
| 차이나 스타스                                                                                          | 0 | 0 | 0 | 1 | 0 | 0 | 0 | X | X | 1  | 6  | 1 | 0 |
| 승리 투수: 쩡자오하오 패전 투수: 뤄샤 홈런: 라미고 – 린즈성(3회 2점),천진펑(3회 3점),스즈웨이(6회 3점) |   |   |   |   |   |   |   |   |   |    |    |   |   |

- GAME 2 - 18:00 (B조)

| 팀                                         | 1 | 2 | 3 | 4 | 5 | 6 | 7 | 8 | 9 | R | H  | E |
| 롯데 자이언츠                              | 1 | 0 | 0 | 2 | 0 | 3 | 0 | 0 | 0 | 6 | 12 | 0 |
| 퍼스 히트                                  | 0 | 0 | 0 | 0 | 1 | 0 | 0 | 0 | 0 | 1 | 3  | 3 |
| 승리 투수: 송승준 패전 투수: 버질 바스케즈 |   |   |   |   |   |   |   |   |   |   |    |   |

#### 11월 9일- 사직야구장
- GAME 3 - 12:00 (B조)

| 팀                                                  | 1 | 2 | 3 | 4 | 5 | 6 | 7 | 8 | 9 | R | H  | E |
| 퍼스 히트                                           | 0 | 0 | 0 | 0 | 0 | 1 | 0 | 0 | 0 | 1 | 6  | 4 |
| 요미우리 자이언츠                                   | 0 | 0 | 0 | 0 | 0 | 1 | 3 | 3 | X | 7 | 12 | 1 |
| 승리 투수: 다카기 야스나리 패전 투수: 앤서니 클라겟 |   |   |   |   |   |   |   |   |   |   |    |   |

- GAME 4 - 18:00 (A조)

| 팀                                                                                 | 1 | 2 | 3 | 4 | 5 | 6 | 7 | 8 | 9 | R | H | E |
| 삼성 라이온즈                                                                      | 0 | 0 | 0 | 0 | 0 | 0 | 0 | 0 | 0 | 0 | 3 | 2 |
| Lamigo 몽키스                                                                      | 0 | 0 | 0 | 1 | 0 | 0 | 2 | 0 | x | 3 | 8 | 0 |
| 승리 투수: 마이클 조나단 로리 Jr. 패전 투수: 배영수 홈런: 라미고 – 린홍위(4회 1점) |   |   |   |   |   |   |   |   |   |   |   |   |

#### 11월 10일- 사직야구장
- GAME 5 - 12:00 (B조)

| 팀                                             | 1 | 2 | 3 | 4 | 5 | 6 | 7 | 8 | 9 | R | H  | E |
| 요미우리 자이언츠                              | 1 | 0 | 1 | 1 | 0 | 1 | 0 | 0 | 1 | 5 | 11 | 0 |
| 롯데 자이언츠                                  | 0 | 0 | 0 | 0 | 0 | 0 | 0 | 0 | 0 | 0 | 5  | 2 |
| 승리 투수: 사와무라 히로카즈 패전 투수: 고원준 |   |   |   |   |   |   |   |   |   |   |    |   |

- GAME 6 - 18:00 (A조)

| 팀                                  | 1 | 2 | 3 | 4 | 5 | 6 | 7 | 8 | 9 | R | H  | E |
| 차이나 스타스                       | 0 | 0 | 0 | 0 | 0 | 0 | 0 | 0 | 0 | 0 | 5  | 0 |
| 삼성 라이온즈                       | 6 | 0 | 2 | 1 | 0 | 0 | 0 | 0 | X | 9 | 14 | 0 |
| 승리 투수: 정인욱 패전 투수: 부타오 |   |   |   |   |   |   |   |   |   |   |    |   |

### 결승전

#### 11월 11일- 사직야구장
- GAME 7 - 14:00 (A조 1위 vs B조 1위)

| 팀 | 1 | 2 | 3 | 4 | 5 | 6 | 7 | 8 | 9 | R | H  | E |
| 요미우리 자이언츠 | 0 | 4 | 0 | 0 | 0 | 1 | 1 | 0 | 0 | 6 | 10 | 1 |
| Lamigo 몽키스 | 0 | 0 | 0 | 1 | 0 | 0 | 0 | 0 | 2 | 3 | 6  | 1 |
| 승리 투수: 미야구니 료스케 패전 투수: 폴 월리엄 필립스 홈런: 요미우리 – 사네마쓰 가즈나리(2회 2점) 라미고 – 린즈성(4회 1점) |   |   |   |   |   |   |   |   |   |   |    |   |

| 2012년 아시아 시리즈                 |
| ------------------------------------ |
| 요미우리 자이언츠 일본 다섯번째 우승 |

## 최종 순위
| 순위 | 팀                | 승 | 패 | 득점 | 실점 |
| ---- | ----------------- | -- | -- | ---- | ---- |
| 1    | 요미우리 자이언츠 | 3  | 0  | 18   | 4    |
| 2    | Lamigo 몽키스     | 2  | 1  | 20   | 7    |
| 3    | 삼성 라이온즈     | 1  | 1  | 9    | 3    |
| 4    | 롯데 자이언츠     | 1  | 1  | 6    | 6    |
| 5    | 퍼스 히트         | 0  | 2  | 2    | 13   |
| 6    | 차이나 스타스     | 0  | 2  | 1    | 23   |

## 같이 보기
- 2011–12 오스트레일리아 야구 리그 시즌